# Veittijärvi
Veittijärvi är en sjö i kommunen Ylöjärvi i landskapet Birkaland i Finland. Arean är 39 hektar och strandlinjen är 3,58 kilometer lång. Sjön  ingår i Kumo älvs huvudavrinningsområde.   Den ligger omkring 12 kilometer nordväst om Tammerfors och omkring 170 kilometer norr om Helsingfors. 